# NGC 5179
NGC 5179 (другие обозначения — MCG 2-34-23, MK 1349, ZWG 72.94, NPM1G +12.0361, PGC 47363) — спиральная галактика в созвездии Дева.
В галактике наблюдается повышенное ультрафиолетовое излучение, и потому её относят к галактикам Маркаряна. Причиной является всплеск звездообразования из-за взаимодействия с соседними галактиками.
Этот объект входит в число перечисленных в оригинальной редакции «Нового общего каталога».